# Qunu
Qunu is een dorpje in de Zuid-Afrikaanse provincie Oost-Kaap op 32 km ten zuidwesten van Mthatha, aan de weg tussen Butterworth en Mthatha.
In 2001 telde Qunu 213 inwoners.

## Nelson Mandela
Qunu is vooral bekend als het dorp waar de voormalige Zuid-Afrikaanse president Nelson Mandela opgegroeid is en begraven werd. Hij is geboren vlak bij Mvezo. Toen zijn vader was afgezet als de burgemeester van Mvezo, vertrok hij met zijn gezin naar Qunu. Volgens zijn autobiografie Long Walk to Freedom beleefde Mandela er de gelukkigste momenten uit zijn kindertijd. Op 29 mei 2012 vertrok hij weer naar Qunu voor zijn pensioen.
Mandela's drie kinderen waren oorspronkelijk in Qunu begraven, maar zij werden door een van zijn kleinkinderen, Mandla Mandela, opgegraven en in Mvezo herbegraven. Dit leidde tot een rechtszaak die Mandla verloor. Ondertussen bevinden de kinderen zich opnieuw in Qunu. Gezien de aanwezigheid van zijn familie was het Nelson Mandela's wens dat hij daar ook zou worden begraven. Dit gebeurde op 15 december 2013, tien dagen nadat hij in Johannesburg was overleden.